# Гарам (селище)
Гарам (рос. Гарам) — селище Єравнинського району, Бурятії Росії. Входить до складу Сільського поселення Сосново-Озерське.
Населення — 208 осіб (2015 рік).